# Crni Petar (karte)
Crni Petar, naziv za jednu dečju igru kartama, čiji rezultat nimalo ne zavisi o bilo kakvom ulaganju fizičke ili mentalne snage, već isključivo o sreći.

## Pravila
Postoje 32 karte.
U igri može učestvovati više igrača, ali minimalno dva. Prvo karte treba dobro izmešati i na jednake delove podeliti ih igračima. Ako igrač među dobijenim kartama nađe dve s identičnim simbolom u uglu, može da ih odloži. Tog momenta počinje izvlačenje: igraču kojem je ostalo najviše karata u ruci, igrač s njegove leve strane izvlači jednu kartu, zatim ovaj sledećem itd. Ako igrač za izvučenu kartu ima par u svojoj ruci, može obe karte, s identičnim simbolom u uglu, da odloži. Igra traje toliko dugo dok jednom igraču karta Crni Petar ne ostane kao jedina u ruci i time se on proglašava Crnim Petrom. Tako je on obavezan (?!) na unapred dogovorenu kaznu, npr. da garavim čepom napravi tačku na nosu, čelu ili licu.
Postoje dva primerka Crnog Petra, premda je preporučljivo igrati s jednim.

## Simboli u uglu
Simboli u uglu su npr.: limun, vijuga, čaša, probodeno srce, žuti i zeleni reket, jabuka, muzička nota, cvet, dugme, sidro, sprej, Mesec, list, zvono itd.
Kako ne bi sve ovisilo o sreći, postoji i Crni Petar po uzoru na italijansku briškulu, u kojem se simboli poenišu po pontima. Tako je Mesec najvrednija karta koja nosi 11 ponata, a izvučeni Crni Petar oduzima 11 itd.

## Spoljašnje veze
- [мртва веза]
- [мртва веза]